# 澤姆利亞尼亞爾
50°13′6″N 36°59′46″E / 50.21833°N 36.99611°E
澤姆利亞尼亞爾（烏克蘭語：Земляний Яр）是位於烏克蘭東部的村莊，由哈爾科夫州丘胡伊夫区的沃夫昌斯克市鎮負責管轄。該村始建於1938年，面積3.1平方公里，2001年人口223，人口密度每平方公里71.9人。